# Ivan Paunić
Ivan Paunić (Belgrado, 27 de janeiro de 1987) é um basquetebolista profissional sérvio, atualmente joga no Tofaş Bursa. O atleta possui 1,98 e joga na posição armador.